# Tordylium apulum
Tordylium apulum är en flockblommig växtart som beskrevs av Carl von Linné. Tordylium apulum ingår i släktet Tordylium och familjen flockblommiga växter. Inga underarter finns listade i Catalogue of Life.